# Hypsiprymnodontidae
Hypsiprymnodontidae là một họ động vật có vú trong bộ Hai răng cửa. Họ này được Collett miêu tả năm 1877.

## Hình ảnh

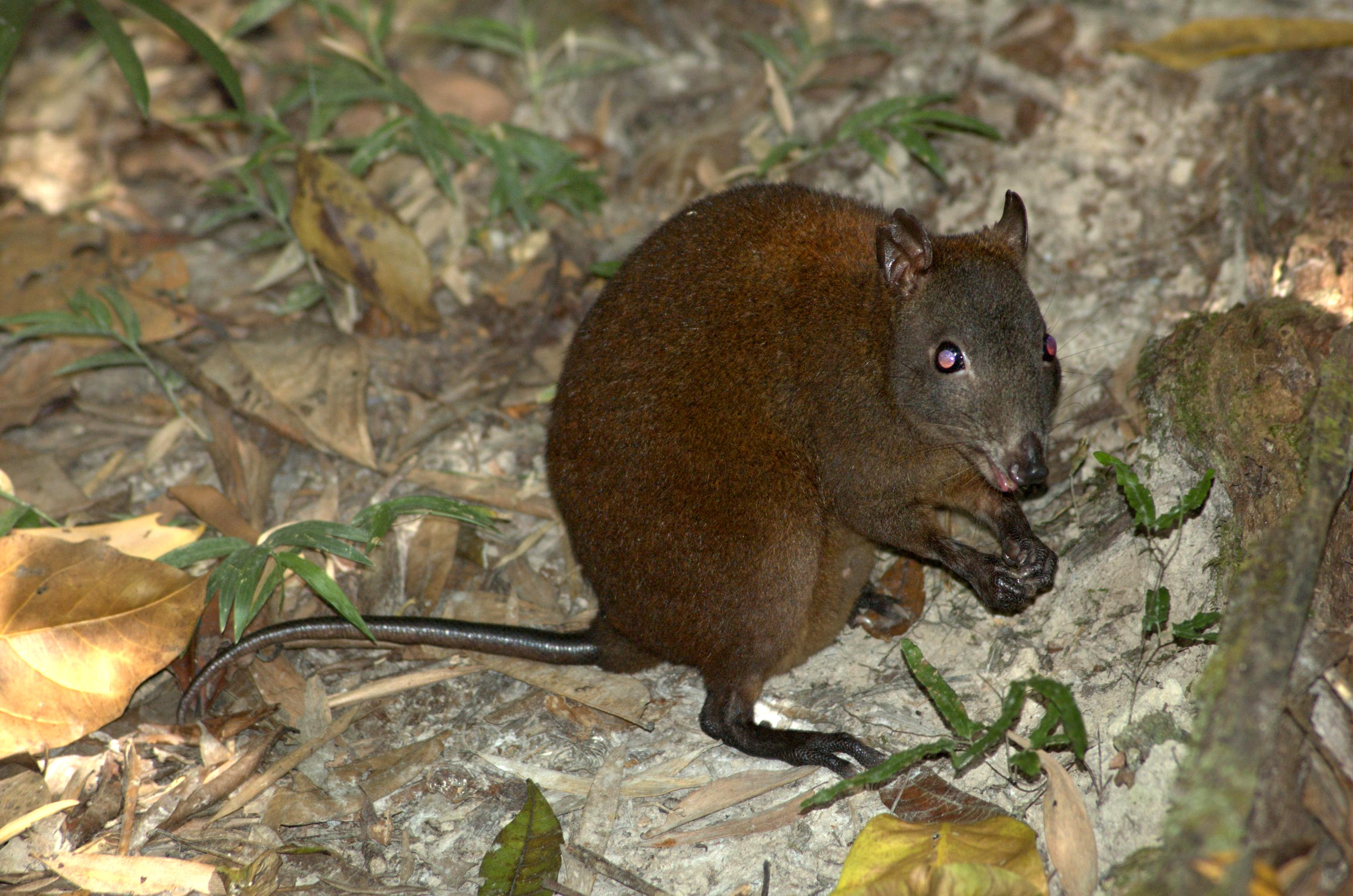
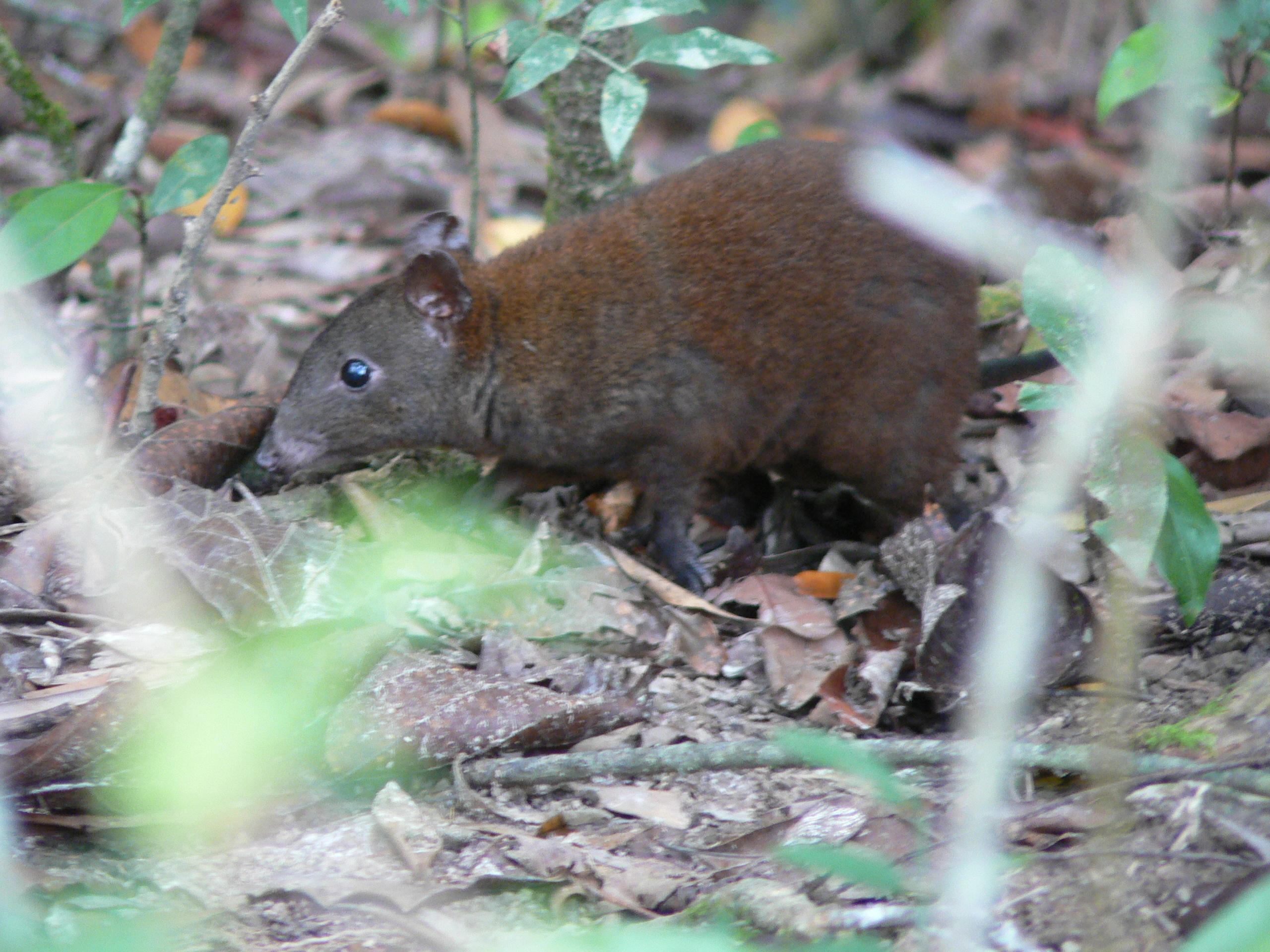

## Phân loại
- - Họ Hypsiprymnodontidae[2]
    - Phân họ Hypsiprymnodontinae
      - Chi Hypsiprymnodon
        - Hypsiprymnodon moschatus
        - †Hypsiprymnodon bartholomaii
        - †Hypsiprymnodon philcreaseri
        - †Hypsiprymnodon dennisi
        - †Hypsiprymnodon karenblackae

    - Phân họ †Propleopinae
      - Chi †Ekaltadeta
        - †Ekaltadeta ima
        - †Ekaltadeta jamiemulveneyi

      - Chi †Propleopus
        - †Propleopus oscillans
        - †Propleopus chillagoensis
        - †Propleopus wellingtonensis

      - Chi †Jackmahoneyi
        - †Jackmahoneyi toxoniensis